# Apophis
Apophis (cunoscut și ca Apep sau Distrugătorul) era spiritul antic al răului și distrugerii, zeul demon-șarpe în mitologia egipteană, care locuia în întunericul etern. Zilnic, aștepta să distrugă Barca Solară a lui Ra care plutea deasupra cerurilor. Rolul primordial al lui Ra era să-l învingă pe Apophis și să-l oprească de la distrugerea bărcii. Uneori, Apophis reușea să învingă, iar lumea se cufunda în întuneric (eclipsă solară). Dar Ra și însoțitorul său, Mehen, despicau pântecele lui Apophis permițând Bărcii Solare să scape.
Apophis comanda o armată de demoni care distrugeau omenirea. Oamenii puteau învinge acești demoni doar dacă își puneau credința în zeii luminii.
Într-un papirus aflat la British Museum care este datat din jurul anului 300 î.Hr., dar care conține elemente lingvistice din urmă cu 2000 de ani, apare o relatare a înfrângerii lui Apophis și a victoriei lui Ra. Apophis este tăiat în bucăți si ars; pentru ca această înfrângere să fie mai eficientă, sunt adăugate indicații practice de magie, printre care desenarea imaginii lui Apophis colorată în verde pe o foaie nouă de papirus, închiderea ei într-o cutie pecetluită, aruncarea acesteia în foc și scuiparea asupra ei de patru ori.